# The Tutu Project
The Tutu Project ist ein 2003 von Bob Carey gegründetes Wohltätigkeitsprojekt der Cary Foundation (Montvale, NJ), um Frauen mit Brustkrebs zu helfen.

## Geschichte
Als seine Frau Linda Carey im Jahr 2003 an Brustkrebs erkrankte, begann der Fotograf mit Selbstporträts im Tutu, um seine Frau aufzuheitern und sich selbst abzulenken. Inzwischen hat er 170 Plätze besucht. Im Netz ist er so etwas wie die Berühmtheit der Stunde, auf Facebook folgen ihm bereits mehr als 125.000 Menschen bei seinen Tanzeinlagen.
Die weltweiten Performances des New Yorker Werbefotografen Bob Carey sollen Spendengelder einbringen.
Die Carey Foundation unterstützt Frauen mit der Diagnose Brustkrebs und ihre Angehörigen. Geld, das über das Tutu-Projekt und andere Spenden generiert wird, geht direkt an Organisationen, die betroffenen Menschen Unterstützung anbieten und Kosten übernehmen, die aus der Krebserkrankung resultieren. Dazu gehören beispielsweise Transporte zu Behandlungen, häusliche Pflege, Kinderbeaufsichtigung und medizinischer Bedarf. Die Carey Foundation ist eine Non-Profit-Organisation. 
In Deutschland wurde das Projekt durch die TV-Werbung der Deutschen Telekom einem großen Publikum bekannt.